# Salekana
Salekana (Sallekhanā, santhara, santara, samadhi-marana o  sanyasana-marana) es un método jainista de muerte voluntaria por ayuno, en el transcurso final de la vida o cuando se ha logrado un nivel muy alto de realización, una de las etapas obtenidas mediante gunastanas (niveles de virtud). Lo establece una norma de un jefe de familia o de un ascético.
Constituye un medio para obtener una reencarnación mejor, pues el ayuno destruye las pasiones ligadas al cuerpo, principalmente las fluctuaciones de la mente con relación a la nutrición y se limpia el karma del fin de la vida.
La santara se debe ejecutar en presencia de un rishi, muni (monje del jainismo) o preceptor.
En India, un promedio de 240 creyentes eligen anualmente este procedimiento para despojarse de sus envolturas carnales.
El método existe en el hinduismo bajo el nombre de Prayopavesa y en el budismo bajo el nombre de Sokushinbutsu.

## Etimología
Salekhanā proviene de sal: apropiadamente, y de lekhanā: adelgazar, entresacar (las pasiones y el cuerpo).

## Factibilidad
Se permite la salekana solamente cuando una persona padece una enfermedad incurable, o gran discapacidad, o si su muerte es inminente. Es una costumbre muy respetada en la comunidad jainista. Según los agamas (textos) jainistas, la salekana conduce a ahimsā (no violencia o no daño), pues aquella subyuga las pasiones, que son la causa raíz de himsā (violencia o daño).

## Sinopsis
En el jainismo, los jefes de familia y –sobre todo– los ascéticos deben acatar cinco juramentos  (vratas). En el código ético jainista se prescriben también siete votos suplementarios, que incluyen tres guņa vratas y cuatro śikşā vratas.
La sallekhanā puede ser de dos tipos:
- Kashaya sallekhanā: minimización de pasiones
- Kaya sallekhanā: adelgazamiento corporal

## Procedimiento
La observancia del voto de sallekhanā comienza mucho antes de la proximidad de la muerte. Un jefe de familia medita de manera persistente en un lema: «Ante la aproximación de la muerte, observaré la sallekhanā apropiadamente.» La duración del proceso puede ser superior a doce años.
En el texto jaínico se mencionan cinco transgresiones al voto de sallekhanā:-
- Deseo de vivir
- Deseo de morir
- Procuración del afecto de amistades
- Recuperación de placeres disfrutados
- Prolongación del gozo de placeres

La persona que acata la salekana, no desea morir, ni aspira a vivir en un estado de discapacidad que le imposibilite valerse por sí misma. En el jainismo existe una oración diaria para que una persona, que ha juramentado el voto de salekana, desee estar en aptitud de enfrentarse a la muerte. Debido a la prolongada evolución de la salekana, el individuo dispone de vasto tiempo para reflexionar acerca de su vida. El propósito es purgar karmas antiguos y crear nuevos (karmas).

## En la práctica
Según un estudio efectuado en 2006, en India un promedio de unos 200 jainistas (hombres y mujeres de todas las clases económicas, incluidos profesionales de grados superiores) se someten anualmente a salekana hasta la muerte.

### Ejemplos históricos

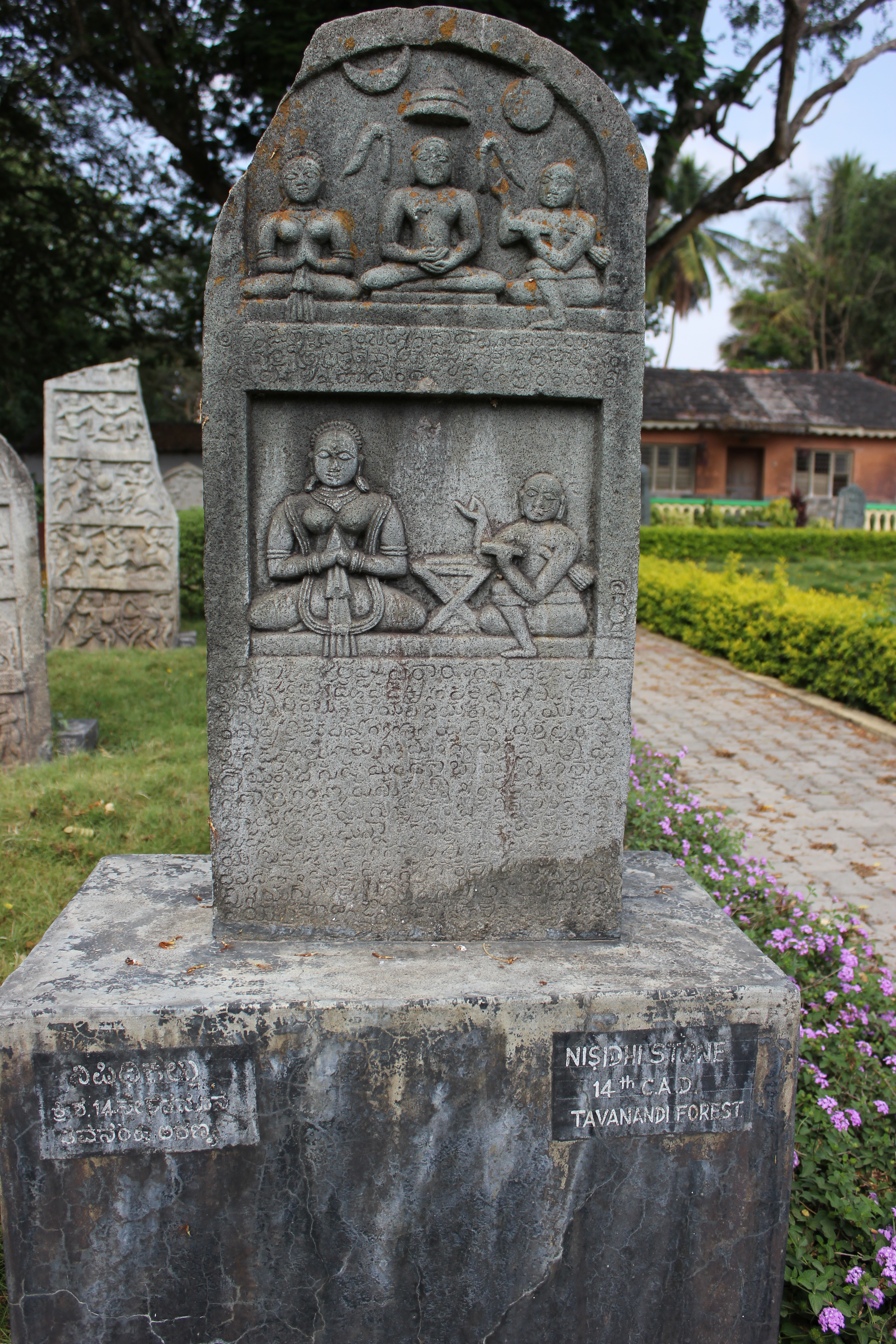
Inscripción nishidi del, en idioma kannada. Nishidhi es el sitio donde un rey o una reina ascéticos, píos, se sometieron a salekana o a cremación.

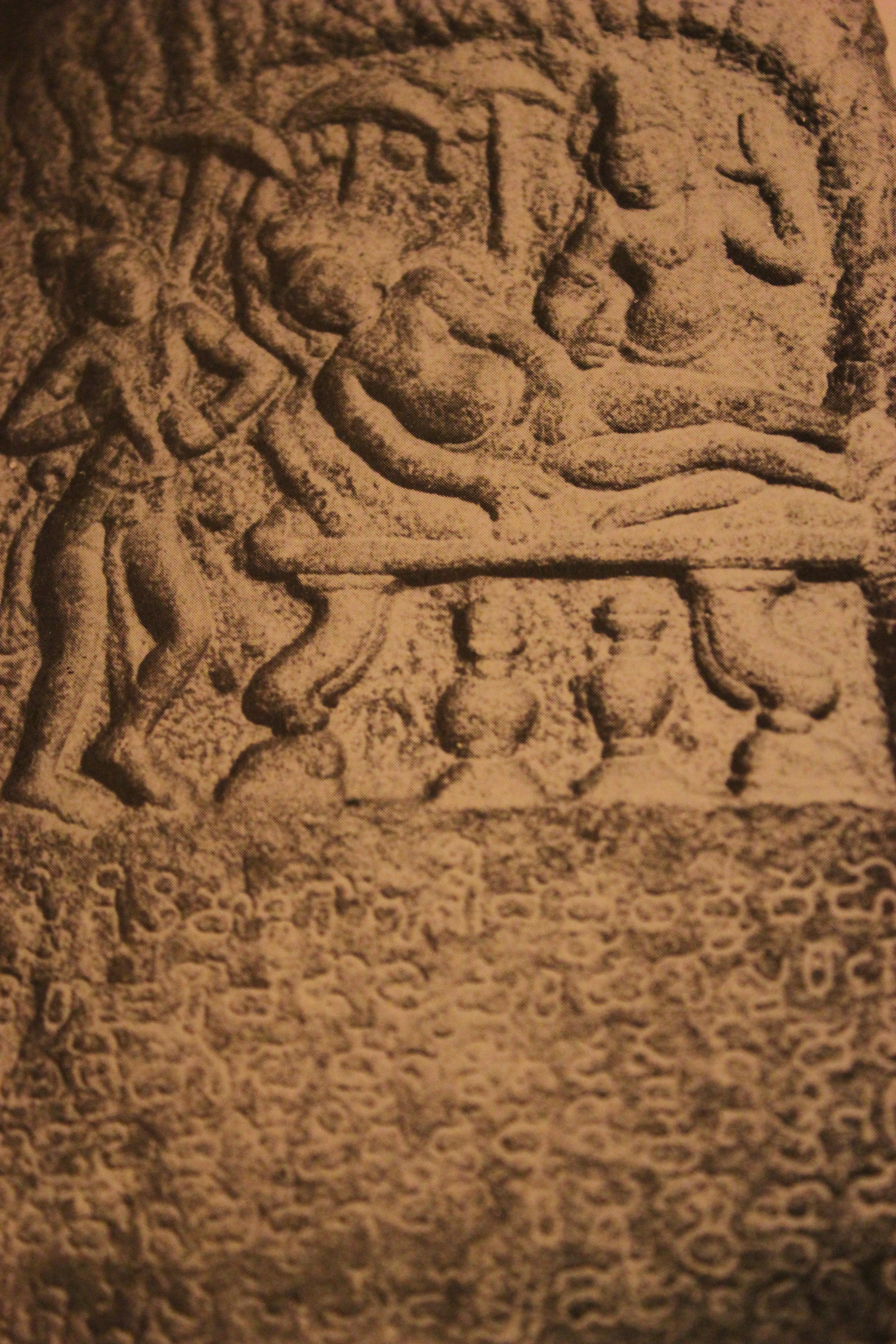
Inscripción nishidhi Doddahundi, erigida en honor del rey Nitimarga I, de la dinastía Ganga occidental, en 869 d. C. El rey fue un devoto jainista que acató el voto salekana.

En torno al año 300 a. C., Chandragupta Maurya (fundador del imperio maurya), en la cima de la colina Chandragiri, Śravaṇa Beḷgoḷa, Karnataka, optó por salekana. Chandragupta basadi, en Shravanabelagola (asiento del jefe de los jainistas) marca el lugar donde murió el santo Chandragupta.
El 18 de agosto de 1955, Acharya Shantisagar, un santo jainista altamente reverenciado, digambar de la India moderna, se sometió a salekana a causa de incapacidad para caminar sin ayuda y por debilidad visual. Falleció el 18 de septiembre de 1955.

## Errores conceptuales
A menudo se confunde salekana con suicidio. Los textos jainistas claramente mencionan las diferencias. Según el Puruṣārthasiddhyupāya: 

"Cuando la muerte es inminente, el voto de sallekhanā se observa por decremento progresivo del cuerpo y de las pasiones. Como la persona acogida a sallekhanā está exenta de toda índole de pasiones, no se trata de suicidio.
Puruṣārthasiddhyupāya
(117)

Como en la mayoría de las religiones, en el jainismo se prohíben todas las modalidades de suicidio, que involucra un acto intencional de daño contra sí mismo, cuyo desenlace afecta negativamente a quienes le sobreviven. Se cree que la precipitada acometida contra la vida propia constituye solamente una perpetuación del karma de la vida real (particularmente la relacionada con negatividad o sufrimiento), que así se "hereda" a la vida subsecuente que se asumirá por reencarnación.
El suicidio no propicia escapar del karma propio, ni de su ciclo de nacimientos y reencarnaciones. En cambio, mediante la salekana, se considera "bienvenida" la muerte, en virtud de un proceso calmado, tranquilo, que provee paz mental y suficiente conclusión para el adherente, su familia o la comunidad.
En tanto el suicidio es un acto de desesperación extrema, agravado por angustia y pérdida de toda esperanza, quien opta por salekana renuncia voluntariamente a comer y a beber. Por este método ha arribado a esta decisión después de una introspección calmada y ecuánime, con intención de purificarse de impedimentos kármicos y así alcanzar el más alto estado de bienestar trascendental.
Salekana es, por lo tanto, simplemente un acto de purificación espiritual precedido por un ejercicio de autonomía individual. En los textos agamas y en los puntos de vista generales de muchos seguidores del jainismo, debido al grado de autocomprensión y fortaleza espiritual requerida por quienes se someten al ritual, se considera que salekana es una manifestación de piedad, purificación y expiación supremas.
En el libro Sallekhanā is Not Suicide, de Justice T. K. Tukol, se asienta: 

Mis estudios de Jurisprudencia, del Código Penal indio y de casos criminales me convencieron de que el voto de salekana, como se plantea en las escrituras jainistas, no es suicidio.

Según Champat Rai Jain, «La verdadera idea de sallekhanā es solamente que cuando, por fin, aparece la muerte, uno sabrá cómo va a morir, esto es, uno morirá como monje, no como bestia: berreando y jadeando y haciendo vanos esfuerzos por evitar lo inevitable.» El abogado Suhrith Parthasarathy opina: «Sallekhana no trata de obtener una muerte no natural, sino un procedimiento intrínseco a una elección ética personal de vivir con dignidad hasta la muerte».

## Legalidad
En 2006, el activista en derechos humanos Nikhil Soni y su abogado Madhav Mishra recurrieron a una litigación de interés público en el Tribunal Superior de Rajastán. Opinaban que, bajo el estatuto legal indio, a salekana se le consideraría suicidio. Argüían que en el artículo 21 de la constitución india se garantiza solamente derecho a la vida; a la muerte, no.
La petición se extendía a quienes facilitaran la juramentación del voto de salekana, inductor al suicidio. La comunidad jainista argumentó que tal decisión es una violación a la garantía constitucional india de libertad religiosa. Además se argüía que salekana constituye un medio de exhortación a viudas y parientes ancianos a asumir sus propias vidas.
Este hito propagó un debate en India, donde desde 1980 han ocurrido lineamientos bioéticos nacionales.
En agosto de 2015 el Tribunal Superior de Rajastán dictaminó que ese método no es un principio esencial del jainismo, lo prohibió y lo hizo punible (secciones 306 y 309 (Inducción a Suicidio) del Código Penal Indio).
El 24 de agosto de 2015, miembros de la comunidad jainista concurrieron a una protesta pacífica nacional contra la prohibición de la santara. En varios estados, como Rajastán, Gujarat, Madhya Pradesh, Maharashtra, Delhi, etcétera, se realizaron protestas. En varias ciudades se realizaron marchas silenciosas.
Una semana después, la Corte Suprema de India revocó la decisión del Tribunal Superior de Rajastán y derogó la prohibición de santara. Previamente, la Corte había aprobado una petición de autorización especial de Akhil Bharat Varshiya Digambar Jain Parishad. La Corte Suprema consideró que santara es un componente de no violencia ('ahimsa').

## Citas
- Kakar, Sudhir (2014), «A Jain Tradition of Liberating the Soul by Fasting Oneself», Death and Dying, Penguin UK, ISBN 9789351187974.
- Jain, Vijay K. (2011), Acharya Umasvami's Tattvārthsūtra, Vikalp Printers, ISBN 978-81-903639-2-1, «Non-Copyright».
- Tukol, Justice T. K. (1976), Sallekhanā is Not Suicide (1st edición), Ahmedabad: L.D. Institute of Indology, archivado desde el original el 2015.
- Jain, Vijay K. (2012), Acharya Amritchandra's Purushartha Siddhyupaya, Vikalp Printers, ISBN 81-903639-4-8, «Non-Copyright».
- Rice, B. Lewis (1889). Inscriptions at Sravana Belgola: a chief seat of the Jains, (Archaeological Survey of Mysore). Bangalore : Mysore Govt. Central Press.
- S.A. Jain (1992), Reality (Second edición), Jwalamalini Trust, «Non-Copyright».
- C.R. Jain (1934), Jainism and World Problems: Essays and Addresses, Jaina Parishad, archivado desde el original el 2015.

- Datos: Q3450786
- Multimedia: Sallekhana / Q3450786

- Esta obra contiene una traducción parcial derivada de «Sallekhana» de Wikipedia en inglés, publicada por sus editores bajo la Licencia de documentación libre de GNU y la Licencia Creative Commons Atribución-CompartirIgual 4.0 Internacional.
- Esta obra contiene una traducción parcial derivada de «Santhara» de Wikipedia en francés, publicada por sus editores bajo la Licencia de documentación libre de GNU y la Licencia Creative Commons Atribución-CompartirIgual 4.0 Internacional.